# سلندر
سلندر فیلمی کوتاه است به کارگردانیِ واروژ کریم مسیحی بر اساسِ فیلم‌نامه‌ای به همین نام از بهرام بیضایی.

## داستان
«. . . دو مغول از لشکری که شهری را به آتش کشیده و ساکنانش را کشتار کرده است جدا می‌شوند و سرمست از پیروزی بر مشتی زن و کودک بی‌دفاع، خندان و لاف‌زنان به بیرون شهر می‌تازند. . . . تا به چشمه‌ای می‌رسند که قلندری شولا بر سر کشیده زیر تکدرختی در کنار آن نشسته است. مغولان آبی می‌آشامند. آنگاه حضور مرد قلندر را درمی‌یابند. با او ابتدا سر به شوخی و لودگی می‌گذارند و سپس به بهانه‌های واهی به آزارش می‌پردازند. قلندر، صبور، سنگین، متین و استوار همچنان بر جای می‌نشیند. به کنایه‌ها و دشنام‌ها و بی‌حرمتی‌ها وقعی نمی‌گذارد. مغولان خونخوار به هر حیله و آزاری متوسل می‌شوند تا دست کم قلندر را به سخن درآورند. اما مرد هیچ سخن نمی‌گوید. . . . نگاهش اگر به این دنیاست، به گوشه دیگری از این دنیاست. . . . سرانجام مغولان چون از تاثیر گذاردن بر مرد ناامید می‌شوند، خنده‌شان به گریه و خشم‌شان به زبونی می‌انجامد. . . . تلاش و تقلای بی‌ثمر، مغولان را به دست خود به ورطه هلاکت می‌کشاند. در نمای پایانی . . . مرد نحیف از جا برمی‌خیزد و سماعی پیروزمندانه را آغاز می‌کند.»

## نمایش
«در ۲۸ خرداد ۱۳۶۰ نخستین «فستیوال فیلم جمهوری اسلامی ایران» با نام میلاد . . . با دو فیلم «چنین کنند حکایت» . . . و «سلندر» . . . افتتاح شد.»

واروژ کریم‌مسیحی پشتِ صحنهٔ سلندر (۱۳۵۹)

## نقد و نظر
شهرام جعفری‌نژاد سلندر را «بی‌تردید تنها اقتباس دیگران از آثار بیضایی» می‌دانسته که «با جوهرهٔ اصلی اثر، پیوندی نزدیک و بجا دارد.»